# Start Static
Start Static è il terzo album in studio del gruppo pop punk statunitense Sugarcult, pubblicato il 21 agosto 2001 da Ultimatum Records.
Questo fu l'ultimo album della band con il primo batterista Ben Davis prima del suo abbandono. L'album ha avuto come ospite Chris Shiflett, poi in No Use for a Name e Foo Fighters; Shifflett suona una parte di chitarra in Bouncing Off the Walls.

## Tracce
1. You're the One – 1:49
2. Stuck in America – 2:57
3. Hate Every Beautiful Day – 3:26
4. Bouncing Off the Walls – 2:24
5. Saying Goodbye – 3:19
6. Daddy's Little Defect – 3:12
7. Lost in You – 3:32
8. Pretty Girl (The Way) – 3:24
9. Crashing Down – 3:40
10. How Does It Feel – 3:12
11. I Changed My Name – 5:40
12. I Like Underwear (Hidden Track) – 2:24

## Crediti[2]
- Tim Pagnotta - voce, seconda chitarra
- Marko DeSantis - prima chitarra
- Airin Older - basso, voce d'accompagnamento
- Ben Davis - batteria
- Chris Shiflett - chitarra in Bouncing Off The Walls

## Classifiche

### Classifiche album[3]
| Classifica             | Posizione |
| ---------------------- | --------- |
| Top Heatseekers        | 4         |
| Billboard 200          | 194       |
| Top Independent Albums | 6         |

### Classifiche singoli[4]
| Singoli                          | Classifica         | Posizione |
| -------------------------------- | ------------------ | --------- |
| Bouncing Off the Walls           | Modern Rock Tracks | 40        |
| Pretty GIrl (The Way I Love You) | Modern Rock Tracks | 30        |